# Glynn Turman

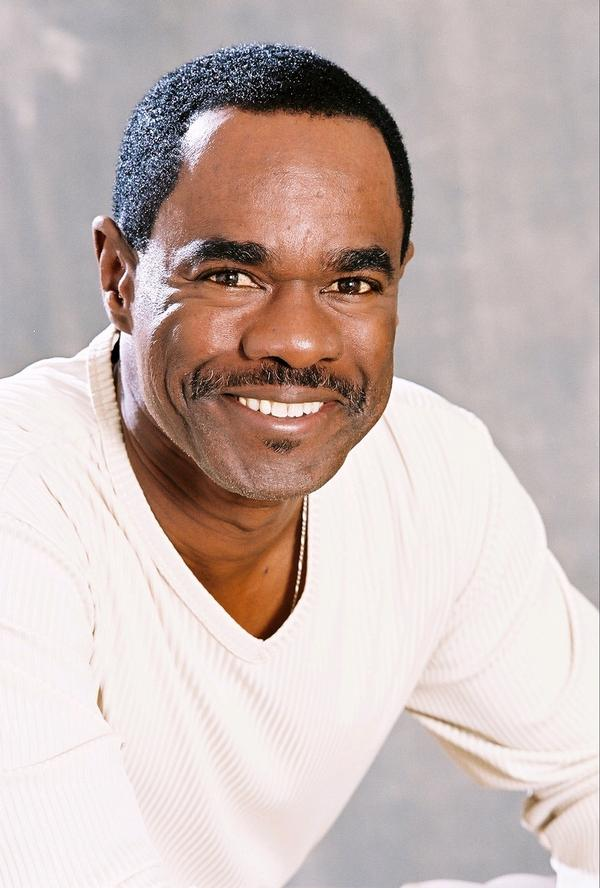
Glynn Turman (2010)

Glynn Russell Turman (* 31. Januar 1947 in New York City, New York) ist ein US-amerikanischer Schauspieler. Seine Bekanntheit resultiert größtenteils aus seiner Präsenz in amerikanischen Fernsehproduktionen.

## Leben
Turmans Karriere begann mit 13 Jahren, als er eine Jugendlichenrolle in einem Broadway-Theaterstück ergatterte. In den folgenden Jahren spielte Turman ausschließlich in Bühnenstücken, beispielsweise in New York oder Los Angeles. Daneben begann er nach Abschluss der Schule eine Ausbildung an der Hochschule für darstellende Künste in New York.
Turmans Filmkarriere begann in den 1970er-Jahren mit der so genannten Blaxploitation-Welle, wo er in Produktionen wie Attica – Revolte hinter Gittern mitspielte. Seitdem agierte er vorrangig in Nebenrollen in Produktionen des US-amerikanischen Fernsehens, aber auch in einigen Kinofilmen wie Gremlins – Kleine Monster, Men of Honor oder Sahara – Abenteuer in der Wüste. 1977 war er in der Vorproduktion von Krieg der Sterne als Han Solo vorgesehen, ehe George Lucas die Planungen änderte und den Part mit Harrison Ford besetzte.
Seine bisher bekannteste Rolle hatte Turman als Colonel Bradford „Brad“ Taylor in der Sitcom College Fieber, einem Spin-off der Bill Cosby Show.
2008 wurde Turmann mit einem Emmy für seine Gastrolle in der Serie In Treatment – Der Therapeut ausgezeichnet. Seine Rolle in Ma Rainey’s Black Bottom brachte ihm im Dezember 2020 die Auszeichnung als Bester Nebendarsteller der Los Angeles Film Critics Association ein.
Glynn Turman ist Vater von vier Kindern. Er hat drei Mal geheiratet, in zweiter Ehe mit Aretha Franklin.

## Filmografie (Auswahl)
- 1968: Daktari (Fernsehserie, Episode 4x10)
- 1973: Cannon (Fernsehserie, Episode 2x24)
- 1973: Hawaii Fünf-Null (Hawaii Five-O, Fernsehserie, Episode 6x07)
- 1976: Rache aus dem Jenseits (J.D.’s Revenge)
- 1977: Das Schlangenei (The Serpent’s Egg)
- 1978–1979: Colorado Saga (Centennial, Fernsehserie, 5 Episoden)
- 1980: Attica – Revolte hinter Gittern (Attica, Fernsehfilm)
- 1981: Die Geschichte des James Thornwell (Thornwell)
- 1982: Fame – Der Weg zum Ruhm (Fame, Fernsehserie, Episode 2x04)
- 1983: Ein Fall für Professor Chase (Manimal, Fernsehserie, Episode 1x01)
- 1984: Love Boat (The Love Boat, Fernsehserie, Episode 7x21)
- 1984: Gremlins – Kleine Monster (Gremlins)
- 1985: Trio mit vier Fäusten (Riptide, Fernsehserie, Episode 2x12)
- 1986: Heiße Hölle L.A. (Out of Bounds)
- 1985–1989: Mord ist ihr Hobby (Murder, She Wrote, Fernsehserie, 3 Episoden)
- 1988–1993: College Fieber (A Different World, Fernsehserie, 45 Episoden)
- 2000: Men of Honor
- 2001: JAG – Im Auftrag der Ehre (JAG, Fernsehserie, Episode 7x05)
- 2004–2008: The Wire (Fernsehserie, 22 Episoden)
- 2005: Sahara – Abenteuer in der Wüste (Sahara)
- 2008: Cold Case – Kein Opfer ist je vergessen (Cold Case, Fernsehserie, Episode 6x01)
- 2008–2009: In Treatment – Der Therapeut (Fernsehserie, vier Folgen)
- 2009: Scrubs – Die Anfänger (Scrubs, Fernsehserie, Episode 8x02)
- 2010: Burlesque
- 2010–2011: The Defenders (Fernsehserie, 5 Episoden)
- 2011: Super 8
- 2012: Revolution (Fernsehserie, Episode 1x10)
- 2012–2016: House of Lies (Fernsehserie, 51 Episoden)
- 2013: Criminal Minds (Fernsehserie, Episode 9x09)
- 2015: Proof (Fernsehserie, Episode 1x07)
- 2016: Zeit für Legenden (Race)
- 2016: Queen Sugar (Fernsehserie, 2 Episoden)
- 2017: Solace
- 2018: How to Get Away with Murder (Fernsehserie, 8 Episoden)
- 2018: Fly (Fernsehserie)
- 2018: Bumblebee
- 2019: American Gods (Fernsehserie, Episode 2x05)
- 2020: Out of Play: Der Weg zurück (The Way Back)
- 2020: Ma Rainey’s Black Bottom
- 2022: Guillermo del Toro’s Cabinet of Curiosities (Fernsehserie, Folge 1x03)
- 2023: Black Cake (Fernsehserie, 8 Episoden)
- 2023: Rustin
- 2023–2024: Percy Jackson: Die Serie (Percy Jackson and the Olympians, Fernsehserie, 4 Episoden)
- 2024: The Big Cigar (Miniserie)
- 2025: Straw

## Auszeichnungen (Auswahl)
Emmy
- 2008: Auszeichnung als Bester Gastdarsteller – Dramaserie (In Treatment – Der Therapeut)
- 2019: Nominierung als Bester Gastdarsteller – Dramaserie (How to Get Away with Murder)

Los Angeles Film Critics Association Award
- 2020: Auszeichnung als Bester Nebendarsteller (Ma Rainey’s Black Bottom)